# Invencível (filme de 2014)
Invencível (título original: Unbroken) é um filme norte-americano de drama de guerra de 2014, produzido e dirigido por Angelina Jolie e com roteiro dos irmãos Coen, Richard LaGravenese e William Nicholson. O filme é baseado no livro de não ficção de Laura Hillenbrand, "Unbroken: A World War II Story of Survival, Resilience, and Redemption" (2010).
O elenco principal conta com Jack O'Connell como o oficial do Exército Louis "Louie" Zamperini, um atleta olímpico americano, e Miyavi como o cabo do Exército Imperial Japonês (IJA) Mutsuhiro Watanabe. Zamperini sobreviveu em uma balsa por 47 dias após seu bombardeiro cair no oceano durante a Segunda Guerra Mundial, antes de ser capturado pelos japoneses e enviado para uma série de campos de prisioneiros de guerra.
As filmagens ocorreram na Austrália, de outubro de 2013 a fevereiro de 2014. Invencível teve sua estreia mundial em Sydney em 17 de novembro de 2014, seguida por uma estreia em Londres no Odeon Leicester Square em 26 de novembro de 2014. O filme foi lançado nos Estados Unidos em 25 de dezembro de 2014.  Em Portugal o filme estreou nos cinemas em 18 de janeiro de 2015, no Brasil em 15 de janeiro de 2015 e em Angola em 16 de janeiro de 2015.
Recebeu críticas mistas dos críticos, embora a performance de O'Connell, a cinematografia e o som de Deakins, e a direção de Jolie tenham sido elogiados. Foi um sucesso financeiro, arrecadando US$ 163 milhões globalmente. Uma sequência do filme Invencível: Caminho da Redenção foi lançada em 2018.

## Sinopse
O filme conta a história de Louis Zamperini, uma estrela da pista olímpica e um herói da Segunda Guerra Mundial, que durante uma missão militar, sofreu um acidente de avião no Oceano Pacífico, do qual sobreviveu junto com dois companheiros. Eles passaram 47 dias à deriva num bote salva-vidas, quando foram encontrados por um navio de guerra japonês. Foram feitos prisioneiros e levados para uma ilha onde foram torturados e mantidos como prisioneiros de guerra por dois anos.

## Elenco
- Jack O'Connell como Louis "Louie" Zamperini
  - C.J. Valleroy como o jovem Louis Zamperini
- Domhnall Gleeson como Russell "Phil" Phillips
- Garrett Hedlund como John Fitzgerald
- Takamasa Ishihara como Mutsuhiro "O Pássaro" Watanabe
- Finn Wittrock como Francis "Mac" McNamara
- Jai Courtney como Charlton Hugh "Cup" Cupernell
- Luke Treadaway como Miller
- Travis Jeffery como Jimmy
- Jordan Patrick Smith como Cliff
- John Magaro como Frank A. Tinker
- Alex Russell como Pete Zamperini
  - John D'Leo como Pete Zamperini (jovem)
- Vincenzo Amato como Anthony
- Ross Anderson como Blackie
- Maddalena Ischiale como Louise Zamperini
- Morgan Griffin como Cynthia Applewhite
- Savannah Lamble como Sylvia Zamperini
- Sophie Dalah como Virginia Zamperini

## Produção

### Desenvolvimento
A Universal Pictures comprou os direitos do livro em janeiro de 2011, já que havia adquirido os direitos do filme autobiográfico de Zamperini no final da década de 1950. Os primeiros rascunhos do guião do filme foram escritos por William Nicholson e Richard LaGravenese, enquanto Francis Lawrence foi o realizador. Joel e Ethan Coen aproveitaram para reescrever o roteiro depois de Jolie ter sido nomeada para ser realizadora do filme.
Em 30 de setembro de 2013, Jolie foi confirmada para realizar o filme na Austrália. Walden Media foi originalmente definida como a cofinanciadora da Universal, mas retirou-se do projeto antes das filmagens começarem e foi substituída pela Legendary Pictures. A filmagem foi baseada em Nova Gales do Sul e Queensland, com cenas gravadas também nos estúdios Fox Studios Australia e Village Roadshow Studios.

### Filmagens
As filmagens foram iniciadas em 21 de outubro de 2013, com a pós-produção feita na Austrália.
Algumas das cenas foram gravadas no mar da Baía de Moreton em 16 de outubro de 2013. Em 14 de dezembro, os quatro dias de filmagens foram concluídos em Werris Creek, Nova Gales do Sul. As cenas restantes foram filmadas em Cockatoo Island.

### Mídia doméstica
O filme foi lançado em 24 de março de 2015 nos Estados Unidos, em dois formatos: um disco de DVD padrão e um pacote combo de Blu-ray (Blu-ray + DVD + Cópia Digital).

### Música
A banda sonora do filme oficial foi lançada em 15 de dezembro de 2014, através da Parlophone e Atlantic Records. A trilha sonora foi composta por Alexandre Desplat. O álbum também apresentou a canção "Miracles", que foi escrita e gravada por Coldplay e lançada digitalmente como um single em 15 de dezembro.

#### Lista de faixas
Todas as músicas compostas por Alexandre Desplat, exceto "Miracles" escrito por Coldplay.
| Unbroken – Original Motion Picture Soundtrack |                                      |         |  |
| N.º                                           | Título                               | Duração |  |
| 1.                                            | "We Are Here"                        | 1:49    |  |
| 2.                                            | "Torrance Tornado"                   | 2:56    |  |
| 3.                                            | "Coming Home"                        | 2:17    |  |
| 4.                                            | "Olympic Kick"                       | 3:47    |  |
| 5.                                            | "God Made the Stars"                 | 1:40    |  |
| 6.                                            | "Surprise Mac Attack"                | 1:39    |  |
| 7.                                            | "Albatross"                          | 1:01    |  |
| 8.                                            | "Mac's Death"                        | 2:40    |  |
| 9.                                            | "Solitary"                           | 1:43    |  |
| 10.                                           | "Making Gnocchi"                     | 1:11    |  |
| 11.                                           | "Drive to Radio Tokyo"               | 1:19    |  |
| 12.                                           | "Japanese Attack"                    | 3:30    |  |
| 13.                                           | "Trip to Omori"                      | 2:52    |  |
| 14.                                           | "Bombing Tokyo"                      | 1:43    |  |
| 15.                                           | "Rain"                               | 1:28    |  |
| 16.                                           | "Dead Comrades"                      | 2:20    |  |
| 17.                                           | "To Naoetsu"                         | 3:53    |  |
| 18.                                           | "Broken Ankle"                       | 2:21    |  |
| 19.                                           | "The Bird's Farewell"                | 2:24    |  |
| 20.                                           | "Radio Reading"                      | 1:12    |  |
| 21.                                           | "The Plank"                          | 4:54    |  |
| 22.                                           | "The War Is Over"                    | 6:02    |  |
| 23.                                           | "Unbroken"                           | 2:29    |  |
| 24.                                           | "Miracles" (Performado por Coldplay) | 3:56    |  |

## Recepção

### Bilheteira
Unbroken arrecadou $ 115,6 milhões nos Estados Unidos e Canadá e $ 45,8 milhões em outros territórios, com um total mundial de $ 161,5 milhões, contra o orçamento de $ 65 milhões.
O filme foi exibido em mais de 3 mil cinemas nos Estados Unidos e Canadá, em 25 de dezembro de 2014, arrecadando $ 15,59 milhões no dia da estreia (incluindo as antevisões) e foi considerado a terceira maior estreia no Dia de Natal, apenas atrás dos filmes Os Miseráveis ($18 milhões) e Sherlock Holmes ($ 24 milhões), o filme também foi considerado o quinto filme de maior valor bruto no Dia de Natal. Em 25 de dezembro de 2014, o filme foi um dos mais mais distribuídos, ficando apenas atrás dos filmes Caminhos da Floresta (2,478 cinemas) da Walt Disney, The Gambler (2,478 cinemas) da Paramount Pictures e Big Eyes (1,307 cinemas) da The Weinstein Company. O filme arrecadou $ 31,7 milhões na primeira semana de estreia (incluindo a receita do Dia de Natal, onde foi arrecadado $ 47,3 milhões), alcançado o segundo lugar na bilheteira, apenas atrás de O Hobbit: A Batalha dos Cinco Exércitos, estabelecendo o recorde da terceira maior estreia de Natal, apenas atrás de Sherlock Holmes ($62 milhões) e Marley & Eu ($36 milhões). e foi considerado o quarto maior filme entre os filmes temáticos da Segunda Guerra Mundial. Também foi o oitavo filme da Universal Pictures que ganhou $ 25 milhões a mais em sua semana de estreia e mais 30 milhões de dólares, além da estreia para um filme "original", seguido pelos filmes Lone Survivor, Ride Along, Neighbors e Lucy. Nas pesquisas realizadas pelo CinemaScore durante a semana de estreia, o público do cinema deu a Unbroken uma nota média de A- a A+ na escala F.

### Reconhecimentos
| Lista de prémios e indicações                  | Lista de prémios e indicações | Lista de prémios e indicações                                                | Lista de prémios e indicações | Lista de prémios e indicações | Lista de prémios e indicações |
| Prémio                                         | Data de cerimónia             | Categoria                                                                    | Destinatários e nomeados | Resultado                     | Ref                           |
| ---------------------------------------------- | ----------------------------- | ---------------------------------------------------------------------------- | --- | ----------------------------- | ----------------------------- |
| Óscar                                          | 22 de fevereiro de 2015       | Melhor cinematografia                                                        | Roger Deakins | Indicado                      | [ 23 ]                        |
| Óscar                                          | 22 de fevereiro de 2015       | Melhor montagem de som                                                       | Becky Sullivan e Andrew DeCristofaro | Indicado                      | [ 23 ]                        |
| Óscar                                          | 22 de fevereiro de 2015       | Melhor edição de som                                                         | Jon Taylor, Frank A. Montaño e David Lee | Indicado                      | [ 23 ]                        |
| Instituto Americano do Cinema                  | 8 de dezembro de 2014         | Dez Melhores Filmes do Ano                                                   | | Venceu                        | [ 24 ]                        |
| Prémios Art Directors Guild                    | 31 de janeiro de 2015         | Prémio de excelência em design de produção de um filme de época              | Jon Hutman | Indicado                      | [ 25 ]                        |
| Prémios ASC                                    | 15 de fevereiro de 2015       | Melhor cinematografia                                                        | Roger Deakins | Indicado                      | [ 26 ]                        |
| British Academy Film Awards                    | 8 de fevereiro de 2015        | Melhor ator/atriz em ascensão                                                | Jack O'Connell | Venceu                        | [ 27 ]                        |
| Cinema Audio Society Awards                    | 14 de fevereiro de 2015       | Mérito proeminente em mixagem de som de filme em live-action                 | David Lee, Jon Taylor, Frank A. Montaño, Jonathan Allen, Paul Drenning, John Guentner                                                                                              | Indicado                      | [ 28 ]                        |
| Critics' Choice Movie Award                    | 15 de janeiro de 2015         | Melhor Filme                                                                 | | Indicado                      | [ 29 ]                        |
| Critics' Choice Movie Award                    | 15 de janeiro de 2015         | Melhor Realizador                                                            | Angelina Jolie | Indicada                      | [ 29 ]                        |
| Critics' Choice Movie Award                    | 15 de janeiro de 2015         | Melhor Roteiro Adaptado                                                      | Joel e Ethan Coen, Richard LaGravenese, William Nicholson | Indicado                      | [ 29 ]                        |
| Critics' Choice Movie Award                    | 15 de janeiro de 2015         | Melhor Fotografia                                                            | Roger Deakins | Indicado                      | [ 29 ]                        |
| Empire Awards                                  | 29 de março de 2015           | Melhor Novato                                                                | Jack O'Connell | Indicado                      | [ 30 ]                        |
| Hollywood Film Awards                          | 14 de novembro de 2014        | Novo Prémio de Hollywood                                                     | Jack O'Connell | Venceu                        |                               |
| Houston Film Critics Society Awards            | 12 de janeiro de 2015         | Melhor Fotografia                                                            | Roger Deakins | Indicado                      | [ 31 ] [ 32 ]                 |
| Make-Up Artists and Hair Stylists Guild Awards | 14 de fevereiro de 2015       | Melhor Período e/ou Personagem Maquilhagem no Longa-Metragem Cinematográfico | Toni G. e Nik Dorning | Indicado                      | [ 33 ]                        |
| Motion Picture Sound Editors                   | 15 de fevereiro de 2015       | Melhor Longa em Língua Inglesa - Diálogo/ADR                                 | Becky Sullivan, Andrew DeCristofaro, Laura Atkinson, Glynna Grimala, Lauren Hadaway                                                                                                | Venceu                        | [ 34 ]                        |
| Motion Picture Sound Editors                   | 15 de fevereiro de 2015       | Melhor Longa em Língua Inglesa - Efeitos/Foley                               | Becky Sullivan, Andrew DeCristofaro, Jay Wilkinson, Eric A. Norris, David Raines, Dan O'Connell, John T. Cucci, Karen Triest, Dan Hegeman, Nancy MacLeod, Darren "Sunny" Warkentin | Indicado                      | [ 34 ]                        |
| National Board of Review                       | 2 de dezembro de 2014         | Dez Melhores Filmes                                                          | | Venceu                        | [ 35 ]                        |
| National Board of Review                       | 2 de dezembro de 2014         | Melhor Ator Revelação                                                        | Jack O'Connell | Venceu                        | [ 35 ]                        |
| Prêmio Saturno                                 | 25 de junho de 2015           | Prêmio Saturno de Melhor Filme de Ação ou Aventura                           | Unbroken | Venceu                        | [ 36 ]                        |
| Prêmio Saturno                                 | 25 de junho de 2015           | Prêmio Saturno de Melhor Edição                                              | William Goldenberg, Tim Squyres | Indicado                      | [ 36 ]                        |
| Prémios Screen Actors Guild                    | 25 de janeiro de 2015         | Prémio Screen Actors Guild de Melhor Elenco de Dublê Cinematográfico         | Unbroken | Venceu                        |                               |
| St. Louis Gateway Film Critics Association     | 15 de dezembro de 2014        | Melhor Roteiro: Adaptado                                                     | Joel e Ethan Coen, Richard LaGravenese, William Nicholson | Indicado                      | [ 37 ]                        |
| St. Louis Gateway Film Critics Association     | 15 de dezembro de 2014        | Melhor Cinematografia                                                        | Roger Deakins | Indicado                      | [ 37 ]                        |
| Visual Effects Society Awards                  | 4 de fevereiro de 2015        | Melhores Efeitos Visuais de Filme em Live-Action                             | Unbroken | Indicado                      | [ 38 ]                        |